# آلاء مرتضى
آلاء مرتضى هي كاتبة ورسّامة سورية.

## الحياة المبكّرة
وُلدت آلاء مرتضى في سوريا وهناك عاشت معظم حياتها المُبكّرة كما درست في مدارس الدولة العموميّة. اهتمَّت بعددٍ من المواضيع وهي شابّة لكنها ركَّزت أكثر على الرسم كما انتقلت لعالَم الكتابة في وقتٍ ما وهناك زادت شهرتها.

## المسيرة المهنيّة
يُعتبر كتاب «دمشق: قصّة مدينة» من بين أبرز كتب الكاتبة السوريّة؛ وتحكي آلاء مرتضى من خلال القصة والرسومات عن مدينتها دمشق تاريخها ونشاتها ومن سماها ومن هم سكانها، كما تحكي عن تطور المدينة وعمارة بيوتها، وذلك من خلال الفتى كتكتكان الذي طلب خالته لكي تصنع ما يتمناه.

## قائمة أعمالها
هذه قائمةٌ بأبرز أعمال الكاتبة والرسامة السوريّة آلاء مرتضى:
- دمشق: قصّة مدينة[13]

## الجوائز
فازت آلاء مرتضى بجائزة اتصالات لكتاب الطفل للعام 2019 عن فئة أفضل نص عن كتاب «دمشق: قصة مدينة» الصادر عن دار البلسم للنشر والتوزيع، وقد تسلمت آلاء الجائزة في حفل افتتاح حفل معرض الشارقة الدولي للكتاب بالإمارات.